# Preußisches Zollgesetz von 1818

Preußen in den Grenzen von 1818 (dunkelblau)

Das Preußische Zollgesetz vom 26. Mai 1818 bzw. "Gesetz über den Zoll und die Verbrauchssteuer von ausländischen Waren und über den Verkehr zwischen den Provinzen des Staates" schuf einen einheitlichen Wirtschaftsraum im Königreich Preußen. Es gilt als Vorläufer des Deutschen Zollvereins von 1834. Wesentlichen Anteil am Gesetz hatte der preußische Finanzminister Karl Georg Maaßen. Das Zollgesetz hob alle Binnenzölle zwischen den preußischen Provinzen auf.  Alle Importwaren wurden mit einem mäßigen Zoll von einem halben Taler pro Zentner belegt.

## Ursache
Allein innerhalb der preußischen Staaten gab es zu Beginn des 19. Jahrhunderts über 67 lokale Zolltarife mit ebenso vielen Zollgrenzen. Bei einem Transport von Königsberg nach Köln beispielsweise wurde die Ware etwa achtzigmal kontrolliert. Nach dem Wiener Kongress war Preußen in einen industriell geprägten Westteil (Provinz Westfalen und Rheinprovinz) und einen agrarisch geprägten Ostteil zersplittert. Der Staat war damit existenziell auf einen einheitlicheren Wirtschaftsraum angewiesen.

## Folgen
Der in Folge des Zollgesetzes bestehende Freihandel war an die Hoffnung des preußischen Finanzministeriums  geknüpft, dass auch andere Mitgliedsstaaten des Deutschen Bundes ihren Protektionismus aufgeben würden. Da dies jedoch nicht geschah, wurde der preußische Markt von britischen, französischen und belgischen Industriewaren überschwemmt. Gegen die maschinelle Massenproduktion dieser westeuropäischen Länder war das preußische Manufakturwesen chancenlos. Aus diesem Grund folgte 1821 eine Teilrevision des Preußischen Zollgesetzes, mit dem die Außenzölle wieder erhöht wurden. Der innerpreußische Wirtschaftsraum blieb jedoch bestehen und ging 1828 schließlich in den Preußisch-Hessischen Zollverein auf.